# Paju (film)
Pour les articles homonymes, voir Paju (homonymie).
Pour plus de détails, voir Fiche technique et Distribution.
Paju (파주) est un film dramatique sud-coréen réalisé par Park Chan-ok et sorti en 2009. Le film suit une écolière adolescente à travers les relations complexes qu'elle entretient avec le mari de sa grande sœur. Se déroulant à Paju, une ville largement marquée par son passé militaire, le scénario offre un point de vue sur la société coréenne et les problématiques auxquelles font face les habitants de Paju.
Paju a été projeté à de nombreux festivals de cinéma et a notamment été le film d'ouverture du festival international du film de Rotterdam lors de l'édition 2010.

## Synopsis

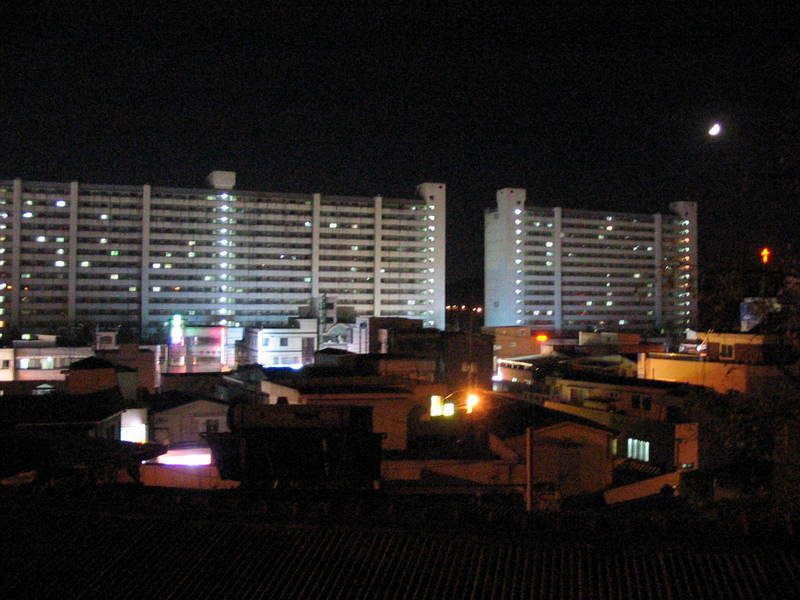
Le film se déroule dans la ville de Paju.

Joong-shik, un jeune homme lascif, entraîne involontairement une femme à relâcher la surveillance de son nouveau-né avec des conséquences dramatiques. Face au sentiment de culpabilité qu'il ressent, Joong-shik décide de tout quitter ; il débarque plus ou moins par hasard à Paju, une ville militaire et sous-développée située au nord de Séoul et à proximité de la frontière entre la Corée du Nord et la Corée du Sud. Alors qu'il gagne sa vie en donnant des cours d'éducation religieuse aux écolières de Paju, Joong-shik séduit Eun-soo, la femme chez qui il loge. Et ce malgré les réticences de la jeune sœur d'Eun-soo, Eun-mo, qui est aussi l'élève de Joong-shik.
Huit ans plus tard, Joong-shik est le meneur d'un groupe d'opposants politiques qui luttent contre l'embourgeoisement de la ville et souhaitent renforcer les relations avec les Nord-Coréens. Situés dans des appartements à l'abandon occupés illégalement, les locaux du groupe politique sont en péril lorsqu'un promoteur immobilier veut raser les bâtiments.Quand Eun-soo disparaît, Eun-mo pense qu'elle a été assassinée par Joong-shik afin de profiter de l'argent de l'assurance. Cependant, elle tombe peu à peu sous son charme.

## Fiche technique
- Titre : Paju
- Titre original coréen : 파주
- Réalisatrice : Park Chan-ok
- Scénario : Park Chan-ok
- Sociétés de production : Myung Film Company Ltd., Conseil du film coréen, TPS Company
- Société de distribution : Warner Bros. Korea
- Photographie : Kim Woo-hyung
- Montage : Kim Hyeong-ju
- Pays d'origine : Corée du Sud
- Format : couleurs 35 mm
- Genre : Drame
- Durée : 110 minutes
- Langue : coréen
- Dates de sortie :
  -  Corée du Sud : 10 octobre 2009 (au festival international du film de Busan)
  -  Pays-Bas : 27 janvier 2010 (au festival international du film de Rotterdam)

## Distribution
- Lee Sun-kyun : Kim Joong-shik
- Seo Woo (en) : Choi Eun-mo
- Shim Yi-young (en) : Choi Eun-soo
- Kim Bo-kyung : Jung Ja-young
- Kim Ye-ri : Mi-ae, l'amie d'Eun-mo
- Lee Dae-yeon (en) : le pasteur
- Lee Geung-young : le chef des gangsters
- Son Kang-kuk : un gangster
- Lee Mi-do
- Jung Man-sik (en) : un opposant à la démolition
- Oh Dae-hwan : inspecteur à l'assurance
- Lee Bong-kyu : le locataire au premier étage

## Accueil
Le film est présenté lors de la 14e édition du festival international du film de Busan ; il remporte le prix NETPAC, le jury évoque « un bel exemple de réalisation passionnée et de haute-volée ». En janvier 2010, Paju est le premier film sud-coréen projeté en ouverture du festival international du film de Rotterdam, ; la même année, il est le premier film sud-coréen en compétition au festival du film de Tribeca,,. Le film est salué par le « Lotus du jury », ex-aequo avec Au revoir Taipei d'Arvin Chen lors de l'édition 2010 du festival du film asiatique de Deauville.
Dans Screen International, le critique Darcy Paquet écrit que le film « devrait cimenter la réputation de Park d'être l'une des réalisatrices de film d'auteur les plus talentueuses de Corée ». Park Chan-ok avait déjà été primée pour Jealousy Is My Middle Name sorti en 2003. Le style du film mélangeant mélodrame, action et suspense est comparé à un « thriller bergmanien » dans Variety. La prestation de Seo Woo (en) est saluée dans The Hollywood Reporter : « Seo donne l'une des interprétations les plus convaincantes du conflit de l'émotion féminine jamais vues dans le cinéma coréen ». Koreanfilm.org parle de « l'un des meilleurs films coréens de 2009 ». Cependant, le recours abusif au procédé du flashback et le mélange des genres est parfois qualifié de bancal.